# Élections législatives de 1924 dans la Somme
Les élections législatives françaises de 1924 se déroulent le 11 mai 1924. Dans le département de la Somme, sept députés sont à élire dans le cadre d'un scrutin de liste avec représentation proportionnelle.

## Mode de scrutin
Le nouveau mode de scrutin est un compromis entre scrutin majoritaire et scrutin proportionnel. Censé améliorer le fonctionnement des institutions en supprimant les fiefs électoraux et en permettant l'élection de majorités plus larges, il est toutefois très complexe et critiqué à la fois par les électeurs qui le comprennent mal et par certains journalistes politiques comme Georges Lachapelle qui en soulignent les défauts. Son fonctionnement (simplifié) est le suivant :
1. Avant le scrutin, les candidats peuvent se regrouper sur des listes pourvu que ces listes ne comptent pas plus de candidats qu'il n'y a de postes de députés à pourvoir. Les candidatures isolées sont toutefois autorisées si elles sont soutenues par au moins cent électeurs ;
2. Le jour du scrutin, l'électeur peut panacher plusieurs listes, rayer ou ajouter des noms (par exemple, ajouter le nom d'un candidat isolé sur une des listes) pourvu qu'il ne vote pas pour plus de candidats que le nombre de postes de députés à pourvoir ;
3. Une fois le vote terminé, les candidats ont trois moyens d'être élus. Premièrement, si un ou plusieurs candidats recueillent la majorité absolue des suffrages exprimés, ils sont proclamés élus. Secondement, s'il reste des sièges à pourvoir, les sièges sont attribués par liste selon la méthode du quotient qui est égal à la somme des suffrages exprimés divisée par le nombre de sièges à pourvoir. Autrement dit, une liste obtient autant de sièges que le nombre moyen de suffrages qu'ont récoltés ses candidats contient de fois le quotient. À l'intérieur des listes, les sièges sont attribués aux candidats ayant obtenu le plus grand nombre de suffrages. Troisièmement, s'il reste des sièges non pourvus, ils sont répartis selon la méthode de la plus forte moyenne qui avantage les listes ayant obtenu les meilleurs scores.

## Résultats

### Députés sortants et députés élus
| Liste                      | Député sortant             |  | Parti | Liste                      | Député sortant      |  | Parti |
| -------------------------- | -------------------------- |  | ----- | -------------------------- | ------------------- |  | ----- |
| Concentration républicaine | Louis-Lucien Klotz         |  | PRRRS | Concentration républicaine | Louis-Lucien Klotz  |  | PRRRS |
| Concentration républicaine | siège vacant               |  |       | Concentration républicaine | Lucien Lecointe     |  | PSF   |
| Concentration républicaine | Gontrand Gonnet            |  | PRDS  | Concentration républicaine | Gontrand Gonnet     |  | PRDS  |
| Concentration républicaine | Émile Ternois              |  | PRRRS | Concentration républicaine | Émile Ternois       |  | PRRRS |
| Concentration républicaine | Paul Casimir Dubois        |  | PRRRS | Concentration républicaine | Paul Casimir Dubois |  | PRRRS |
| Fédération républicaine    | Henri des Lyons de Feuchin |  | FR    | Concentration républicaine | Georges Jourdain    |  | RI    |
| Fédération républicaine    | Georges Antoine            |  | FR    | Fédération républicaine    | Georges Antoine     |  | FR    |

### Résultats à l'échelle du département
| Candidat                                        | Candidat                                        | Parti                                           | Premier tour | Premier tour | Moyenne par liste | Moyenne par liste | Sièges |
| Candidat                                        | Candidat                                        | Parti                                           | Voix         | %            | Voix              | %                 | Sièges |
| ----------------------------------------------- | ----------------------------------------------- | ----------------------------------------------- | ------------ | ------------ | ----------------- | ----------------- | ------ |
|                                                 | Louis-Lucien Klotz *                            | PRRRS                                           | 47 338       | 41,96        | -                 | -                 | 1      |
|                                                 | Émile Ternois *                                 | PRRRS                                           | 47 178       | 41,81        | -                 | -                 | 1      |
|                                                 | Gontrand Gonnet *                               | PRDS                                            | 46 780       | 41,46        | -                 | -                 | 1      |
|                                                 | Paul Casimir Dubois *                           | PRRRS                                           | 46 497       | 41,21        | -                 | -                 | 1      |
|                                                 | Georges Jourdain                                | RI                                              | 46 348       | 41,08        | -                 | -                 | 1      |
|                                                 | Lucien Lecointe                                 | PSF                                             | 45 950       | 40,76        | -                 | -                 | 1      |
|                                                 | Étienne Dusevel                                 | PRRRS                                           | 45 761       | 40,56        |                   |                   |        |
| Liste d'Action républicaine                     | Liste d'Action républicaine                     | Liste d'Action républicaine                     | 325 852      | -            | 46 550            | 41,26             | 6      |
|                                                 |                                                 |                                                 |              |              |                   |                   |        |
|                                                 | Henri des Lyons de Feuchin *                    | FR                                              | 32 935       | 29,19        |                   |                   |        |
|                                                 | Georges Antoine *                               | FR                                              | 32 054       | 28,41        | -                 | -                 | 1      |
|                                                 | Pierre de Lupel                                 | PRDS                                            | 31 983       | 28,35        |                   |                   |        |
|                                                 | Charles Fauvel                                  | FR                                              | 31 574       | 27,98        |                   |                   |        |
|                                                 | M. Liné                                         | FR                                              | 31 129       | 27,59        |                   |                   |        |
|                                                 | M. Boullenger                                   | FR                                              | 31 127       | 27,59        |                   |                   |        |
|                                                 | Dr Douriez                                      | FR                                              | 30 952       | 27,43        |                   |                   |        |
| Liste républicaine d'Union nationale et sociale | Liste républicaine d'Union nationale et sociale | Liste républicaine d'Union nationale et sociale | 222 754      | -            | 31 822            | 28,20             | 1      |
|                                                 |                                                 |                                                 |              |              |                   |                   |        |
|                                                 | Paul Thuillier-Buridard                         | PRRRS                                           | 16 295       | 14,44        |                   |                   |        |
|                                                 | Arthur Quillet                                  | PRRRS                                           | 16 110       | 14,28        |                   |                   |        |
|                                                 | Jules Thierry                                   | SFIO                                            | 16 105       | 14,27        |                   |                   |        |
|                                                 | André Gellé                                     | PRRRS                                           | 15 843       | 14,04        |                   |                   |        |
|                                                 | Stéphen Valot                                   | PRRRS                                           | 15 823       | 14,02        |                   |                   |        |
|                                                 | Fernand Bertaux                                 | SFIO                                            | 15 773       | 13,98        |                   |                   |        |
|                                                 | Alexis Mailly                                   | SFIO                                            | 15 755       | 13,96        |                   |                   |        |
| Liste du Cartel des gauches                     | Liste du Cartel des gauches                     | Liste du Cartel des gauches                     | 111 704      | -            | 15 958            | 14,14             | 0      |
|                                                 |                                                 |                                                 |              |              |                   |                   |        |
|                                                 | Maurice Mazier                                  | PC-SFIC                                         | 12 103       | 10,73        |                   |                   |        |
|                                                 | M. Dignocourt                                   | PC-SFIC                                         | 12 079       | 10,71        |                   |                   |        |
|                                                 | M. Renouet                                      | PC-SFIC                                         | 12 034       | 10,67        |                   |                   |        |
|                                                 | Victor Berger                                   | PC-SFIC                                         | 12 032       | 10,66        |                   |                   |        |
|                                                 | M. Blommært                                     | PC-SFIC                                         | 12 005       | 10,64        |                   |                   |        |
|                                                 | Charles Mullier                                 | PC-SFIC                                         | 12 005       | 10,64        |                   |                   |        |
|                                                 | Abdon Salengros                                 | PC-SFIC                                         | 11 973       | 10,61        |                   |                   |        |
| Liste du Bloc ouvrier et paysan                 | Liste du Bloc ouvrier et paysan                 | Liste du Bloc ouvrier et paysan                 | 84 231       | -            | 12 033            | 10,66             | 0      |
|                                                 |                                                 |                                                 |              |              |                   |                   |        |
|                                                 | Albert Rousé                                    | PRDS                                            | 4 552        | 4,03         |                   |                   |        |
|                                                 | Louis Magniez                                   | PRDS                                            | 3 474        | 3,08         |                   |                   |        |
|                                                 | A. Coppens                                      | PRDS                                            | 3 430        | 3,04         |                   |                   |        |
|                                                 | Louis Vasset                                    | DVG                                             | 3 373        | 2,99         |                   |                   |        |
|                                                 | P. Favareau                                     | PRDS                                            | 3 355        | 2,97         |                   |                   |        |
|                                                 | M. Accart                                       | PRDS                                            | 3 327        | 2,95         |                   |                   |        |
|                                                 | H. Lestrille                                    | PRDS                                            | 3 321        | 2,94         |                   |                   |        |
| Liste républicaine démocratique                 | Liste républicaine démocratique                 | Liste républicaine démocratique                 | 24 832       | -            | 3 347             | 2,97              | 0      |
|                                                 |                                                 |                                                 |              |              |                   |                   |        |
| Liste libertaire                                | Liste libertaire                                | Liste libertaire                                | -            | -            | 10                | 0,01              | 0      |
|                                                 |                                                 |                                                 |              |              |                   |                   |        |
| Inscrits                                        | Inscrits                                        | Inscrits                                        | 135 519      | 100,00       |                   |                   |        |
| Abstentions                                     | Abstentions                                     | Abstentions                                     | 19 311       | 14,25        |                   |                   |        |
| Votants                                         | Votants                                         | Votants                                         | 116 208      | 85,75        |                   |                   |        |
| Blancs et nuls                                  | Blancs et nuls                                  | Blancs et nuls                                  | 3 380        | 2,91         |                   |                   |        |
| Exprimés                                        | Exprimés                                        | Exprimés                                        | 112 828      | 97,09        |                   |                   |        |
| Quotient électoral                              | Quotient électoral                              | Quotient électoral                              | -            | -            | 16 118            | 14,28             |        |

## Inscriptions aux groupes parlementaires
| Liste                      | Député élu          |  | Parti | Groupe                                        |
| -------------------------- | ------------------- |  | ----- | --------------------------------------------- |
| Concentration républicaine | Louis-Lucien Klotz  |  | PRRRS | Républicain radical et radical-socialiste     |
| Concentration républicaine | Émile Ternois       |  | PRRRS | Républicain radical et radical-socialiste     |
| Concentration républicaine | Gontrand Gonnet     |  | PRDS  | Gauche radicale                               |
| Concentration républicaine | Paul Casimir Dubois |  | PRRRS | Républicain radical et radical-socialiste     |
| Concentration républicaine | Georges Jourdain    |  | RI    | Gauche radicale                               |
| Concentration républicaine | Lucien Lecointe     |  | PSF   | Républicain socialiste et socialiste français |
| Fédération républicaine    | Georges Antoine     |  | FR    | Union républicaine démocratique               |